# Сяргилахта
Сяргила́хта (карел. Särgilahti — залив с плотвой) — старинная карельская деревня в составе Эссойльского сельского поселения Пряжинского национального района Республики Карелия, комплексный памятник архитектуры.

## Общие сведения
Расположена в северной части этнического ареала карел-ливвиков, в 15 км от посёлка Эссойла на западном берегу озера Сямозеро.
В средние века деревня входила в вотчинные земли новгородских митрополитов, многократно разорялась во время Русско-шведских войн XVI—XVII веков.
В деревне сохраняется памятник архитектуры — часовня Спаса Нерукотворного образа (XVII век), памятник истории — братская могила советских воинов, погибших в годы Советско-финской войны (1941—1944).

## Население
Численность населения в 1905 году составляла 59 человек.
| 2002 | 2010 | 2013 |
| ---- | ---- | ---- |
| 29   | ↘14  | ↘13  |

## Интересные факты
В деревне прошли натурные съёмки двухсерийного художественного фильма «А зори здесь тихие», снятого в 1972 году по одноимённой повести Бориса Васильева режиссёром Станиславом Ростоцким.